# Olga von Kiew

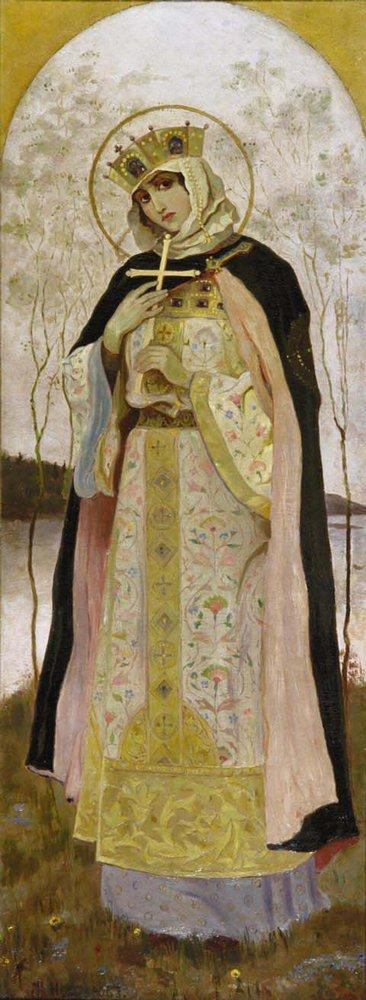
Ölgemälde Olgas in der Wladimir-Kathedrale in Kiew (1892)

Olga von Kiew (altnordisch Helga, altostslawisch Ольга Olǐga, Taufname Helena; * ca. 890–920 bei Pskow; † 11. Juli 969 in Kiew) war von 945 bis ca. 960 Regentin der Kiewer Rus.
Sie wird in den orthodoxen Kirchen als apostelgleiche Heilige verehrt, Gedenktag ist der 11. Juli.

## Leben
Olga wurde in der Umgebung von Pskow geboren. Ihre Eltern waren Waräger, deren Namen nicht überliefert sind. Ihr Name Olga leitete sich wahrscheinlich vom skandinavischen Helga ab. Gemäß Chronik soll sie 903 im Alter von dreizehn Jahren Igor geheiratet haben, der 912 Fürst von Kiew wurde. Gemäß diesen Angaben müsste sie ihren Sohn Swjatoslaw im Jahre 942 im Alter von 52 Jahren geboren haben, was unglaubwürdig ist. Deswegen gehen Historiker davon aus, dass sie um das Jahr 920 geboren wurde.
944 wurde Olga in einem Vertrag zwischen der Kiewer Rus und dem Byzantinischen Reich erstmals wieder erwähnt.
945 wurde Igor von den Drewlanen getötet. Olga übernahm die Regentschaft für ihren dreijährigen Sohn Swjatoslaw I. An den Drewlanen rächte sie sich mit mehreren Feldzügen. Der Überlieferung nach ließ sie an Igors Kurgan (Grabhügel) 5.000 Drewlanen ermorden und eine drewlanische Delegation in einem Badehaus bei lebendigem Leibe verbrennen. Den Hauptort der Drewlanen Iskorosten soll sie niedergebrannt haben.
Nach der Unterwerfung der Drewlanen richtete sie ein System aus befestigten Plätzen, Steuereintreibern und Gastungspflichten im neu eroberten Gebiet ein, was eine Modernisierung der bis dahin gebräuchlichen Herrschaftsstruktur im Fürstentum Kiew darstellte, die bis dahin auf dem Personenverband der Gefolgschaft (Druschina) beruht hatte. Dieses System breitete sich nach und nach auch auf die übrigen Teile des Fürstentums aus und führte zu einer weitverzweigten Territorialherrschaft.

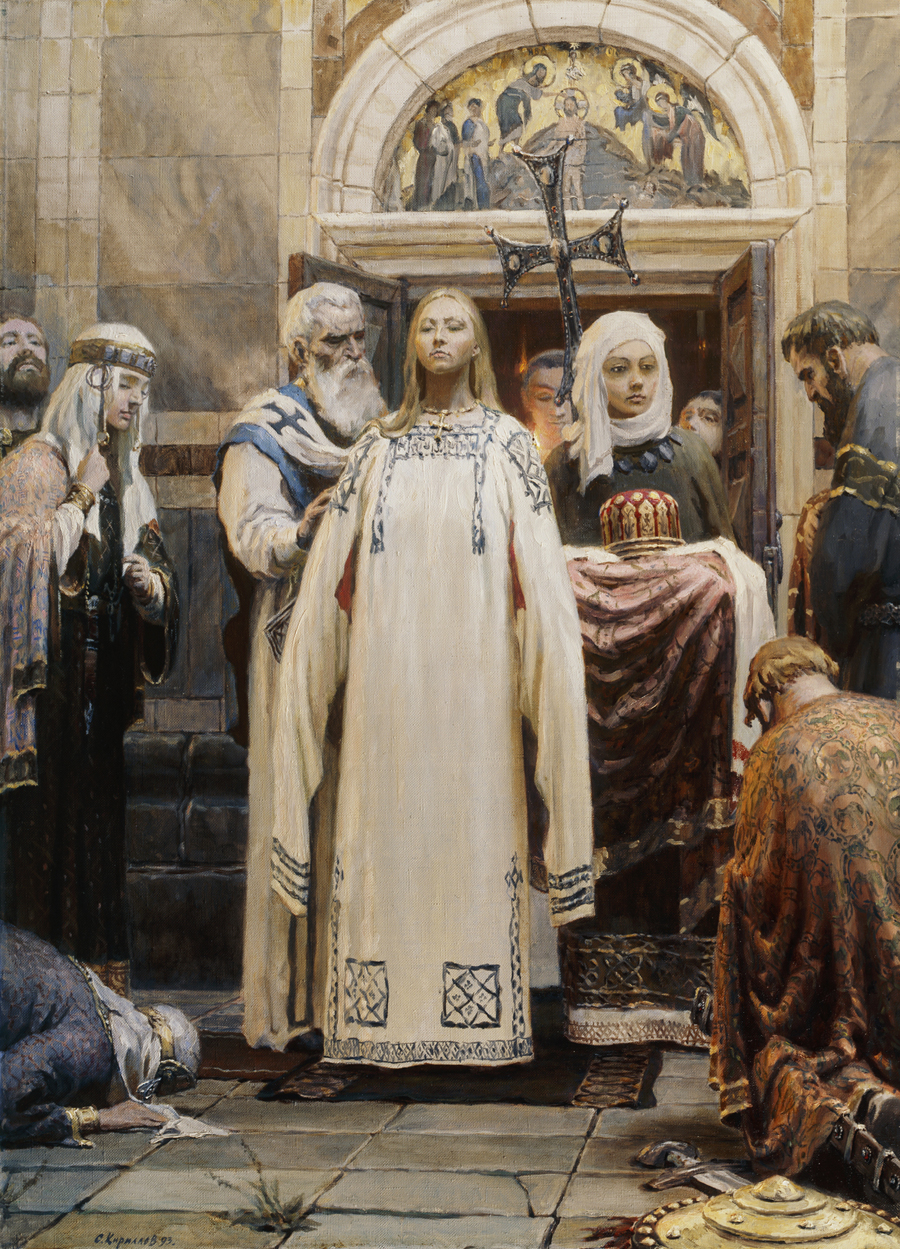
Die Taufe Olgas. Gemälde von Sergei Kirillow, 1993

955 wurde Olga laut Nestorchronik in Konstantinopel christlich getauft, allerdings ist dies nicht wissenschaftlich gesichert. Zwar wird im Zeremonienbuch des byzantinischen Kaisers Konstantin VII. von zwei Empfängen berichtet, jedoch nicht von einer dortigen Taufe. In der Forschung wird diskutiert, ob sie 946 oder 957 getauft wurde, 955 scheint nicht korrekt zu sein.
957 wurde sie erneut prunkvoll von Kaiser Konstantin VII. in Konstantinopel empfangen.
959 ließ Olga beim ostfränkischen König Otto I. die Ernennung eines Bischofs und Hilfe bei der Christianisierung der Kiewer Rus erbitten. Die Gesandtschaft stellte eine Bemühung um mehr Unabhängigkeit von Byzanz dar; Olga versuchte, starke Verbindungen zum westlichen Kaisertum aufzubauen.
Daraufhin kam der Mönch Adalbert von Magdeburg als Missionsbischof nach Osten, 962 kehrte er bereits wieder zurück:

„In diesem Jahr kehrte Adalbert zurück, der zum Bischof der Rus ernannt worden war, denn es war ihm nicht gelungen, das zu erreichen, wozu er ausgesandt worden war, und er sah seine vergeblichen Bemühungen. Auf dem Rückweg wurden einige seiner Begleiter getötet, er selber konnte sich mit großer Mühe retten.“

Wahrscheinlich spielte der Einfluss von Swjatoslaw dabei eine Rolle.
In Kiew wurden bei archäologischen Ausgrabungen allerdings Reste einer Rotunde aus dem 10. Jahrhundert entdeckt.
Spätestens ab 964 regierte in Kiew Swjatoslaw I. Eine Taufe von ihm ist nicht bekannt.
Olga starb 969.
Die erneute Christianisierung fand 988 bis 989 unter byzantinisch-orthodoxem Vorzeichen statt und prägte von da an die religiöse Zugehörigkeit der Rus.

## Historische Quelle
Als Ehefrau von Igor wird sie in der Nestorchronik erwähnt.

## Ehrungen

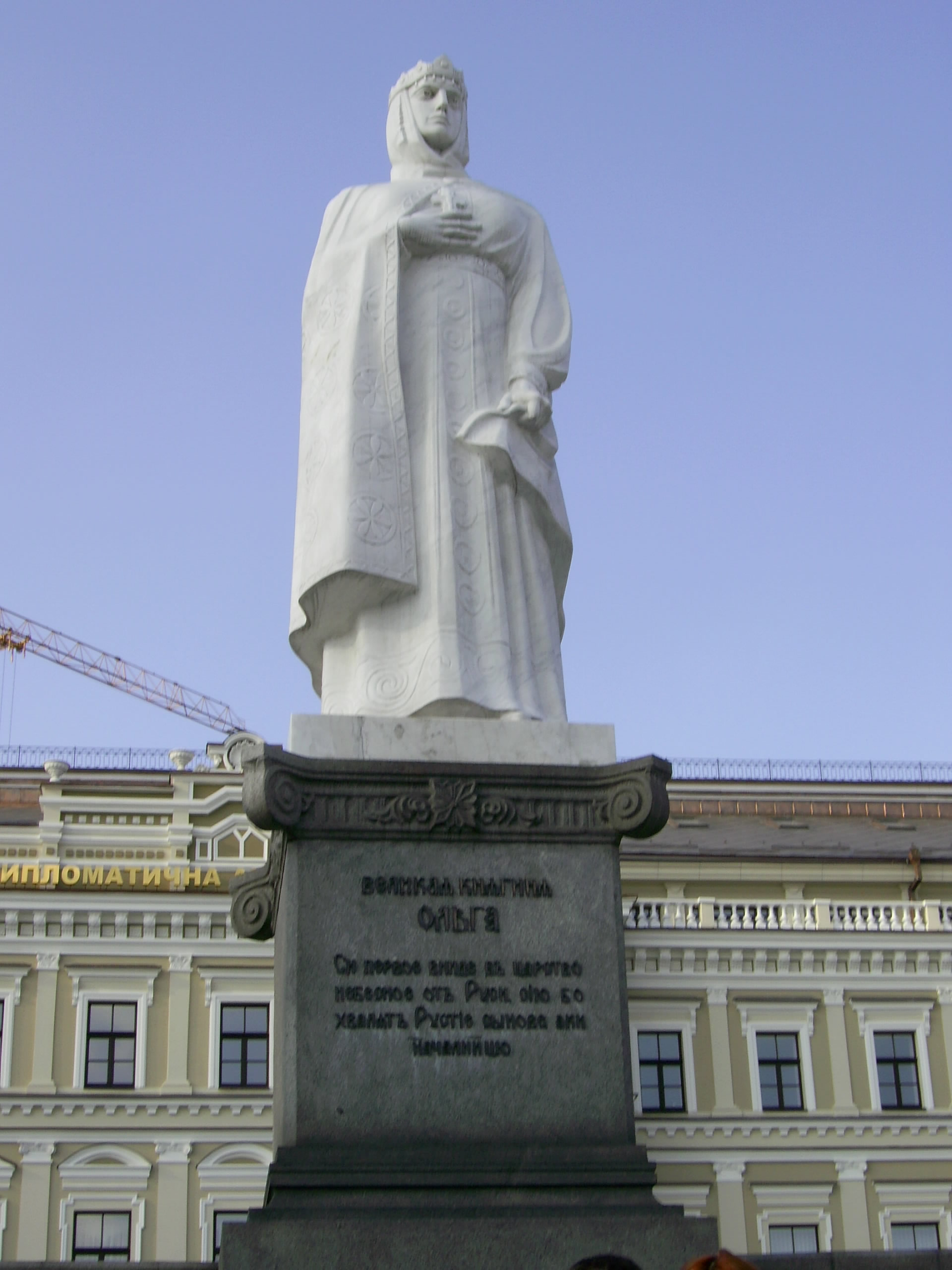
Denkmal der Fürstin Olga (Fjodor Balawenski und Iwan Kawaleridse, 1911) auf dem Michaelplatz in Kiew

1911 wurde ihr zu Ehren das Denkmal der Fürstin Olga in Kiew errichtet, das von den Bolschewiki 1919 gestürzt und 1996 erneut errichtet wurde.
Seit 1997 wird vom ukrainischen Präsidenten der Orden der Fürstin Olga verliehen.

## Galerie

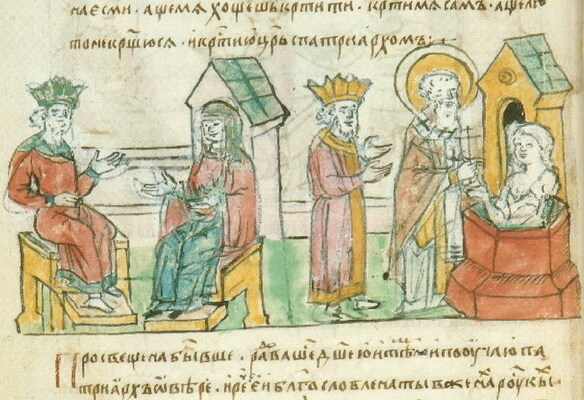
Olgas Taufe, Radziwiłł-Chronik, 15. Jhd.
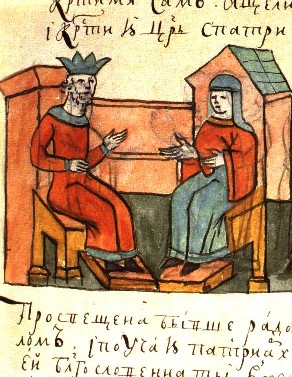
Olga spricht mit Konstantin VII.
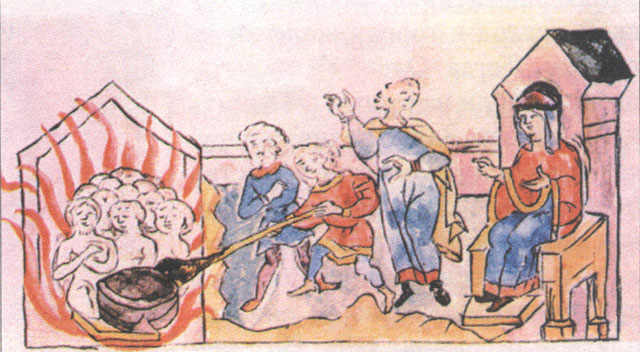
Olgas zweite Rache 945
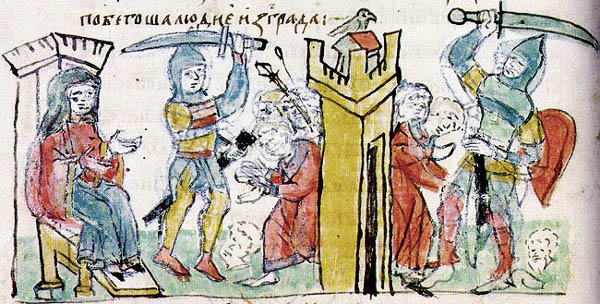
Olgas vierte Rache 945